# Bowdon (Greater Manchester)

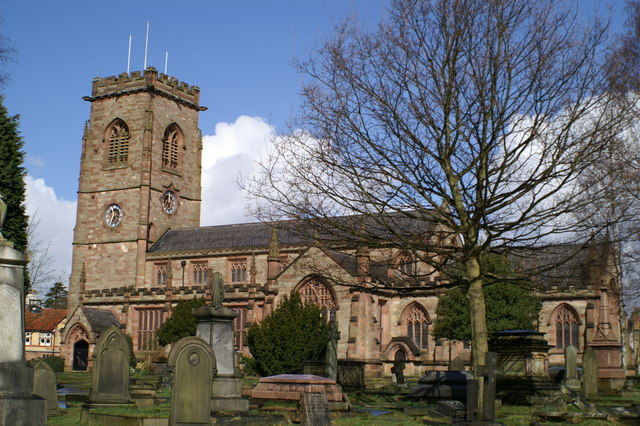
Pfarrkirchengemeinde St. Marien in Bowdon

Bowdon ist ein historisches Dorf in der traditionellen Grafschaft Cheshire in Greater Manchester in Großbritannien. Administrativ gehört es zum Metropolitan Borough Trafford.

## Geschichte
Eine erste Erwähnung Bowdons findet sich im Domesday Book aus dem 11. Jahrhundert als "Bogedone". Der Name des Dorfes leitet sich vom altenglischen Boga-dūn her und bedeutet "Bogendorf". Vermutlich im späten 11. oder dem 12. Jahrhundert wurde Watch Hill Castle erbaut, eine Motte, von der heute nur noch Reste des Walls übrig sind.
Zwischen 1849 und 1881 bestand eine Bahnanbindung an Manchester.
2001 hatte Bowdon 8806 Einwohner.

## Söhne und Töchter der Stadt
- Thomas Penyngton Kirkman (1806–1895), Mathematiker und Pfarrer
- John Ireland (1879–1962), Komponist
- Elizabeth Lane (1905–1988), Rechtsanwältin und Richterin am High Court
- Michael Bishop (* 1942), Geschäftsmann, danach Life Peer
- Helena Morrissey (* 1966), Managerin und Aktivistin